# Филипповское (Владимирская область)
Фили́пповское — село в Киржачском районе Владимирской области России. Является административным центром Филипповского сельского поселения. 

## География
Расположено на пересечении федеральной автодороги А-108 «Большое Московское кольцо» и дороги, идущей из Москвы в Киржач на правом берегу реки Шерны.

## История
Впервые упоминается в XIV веке, когда великим князем Василием Дмитриевичем было дано Московскому Чудову монастырю при архимандрите Иоакиме и до 1764 года оставалось во владении монастыря. Согласно другому источнику, митрополит Алексей завещал село основанному им Чудову монастырю. В переписной книге 1705 года «Сёла и вотчины Переславль-Залесского уезда» указывается «за губернатором за Олександром Даниловичем Меншиковым село Филипповское на реке на Шерне, а в нем церковь Николая чюдотворца». В писцовых книгах 1628 года в Филипповском показана деревянная церковь во имя Николая Чудотворца. В 1684 году, по сведениям собранным в 1799 году, в Филипповском построена была новая деревянная церковь во имя того же святителя. Эта церковь существовала до постройки каменного храма в 1821 году. В храме три престола: главный во имя святого Николая Чудотворца, в приделах теплых во имя преподобного Сергия Радонежского и святителя Алексея, митрополита Московского. В селе Филипповском имелась школа грамоты. Учащихся в 1895 году было 12 чел., Также действовала земская народная школа. Учащихся было 35 чел..
С 1862 года в селе располагался кирпичный завод крестьянина Василия Тимофеевича Ванякина. По данным за 1900 год, на заводе работало 10 рабочих.
С 1887 года в селе находилась шёлкоткацкая фабрика крестьянки Пелагеи Васильевны Фединой. На фабрике в 1900 году работало 8 рабочих. С 1891 года работала шёлкоткацкая фабрика крестьянина Алексея Фёдоровича Зорина. На которой в 1900 году работало 50 рабочих.
С 1888 года в селе располагалось шелкокрасильное заведение крестьянина Венедикта Гавриловича Беззаботнова. По данным за 1900 год в заведении работало 14 рабочих. С 1888 года функционировала раздаточная контора, а с 1894 года — шелкокрутильная фабрика крестьянина Василия Ефимовича Беззаботнова. По данным за 1900 год в этих заведениях работало 53 рабочих.

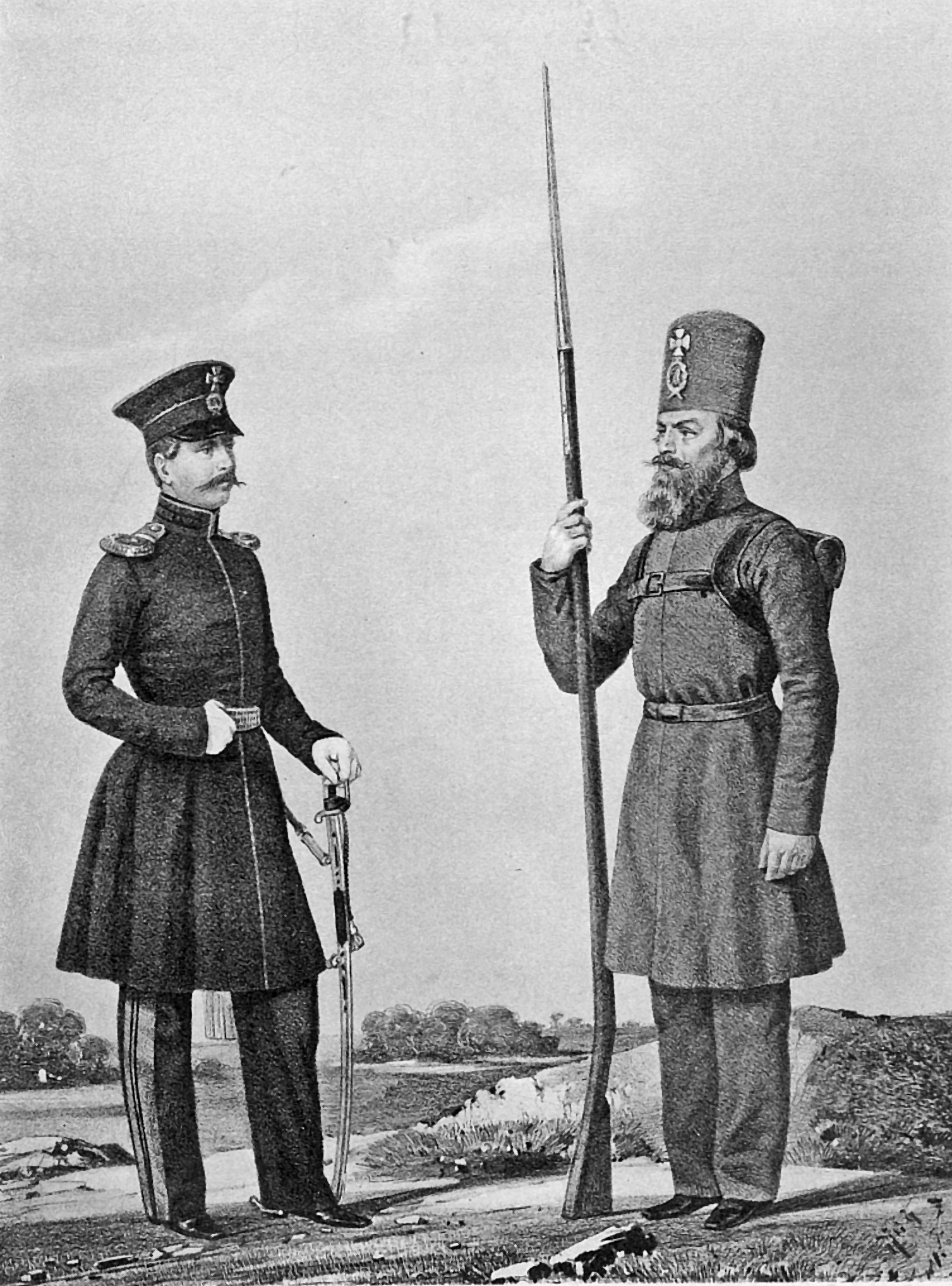
Обер-офицер и пеший казак Владимирского ополчения 1812-1813 гг.

Экономическому развитию села способствовало его расположение на Стромынском тракте. В сентябре-октябре 1812 года в селе стоял 4-й полк Владимирского ополчения под командованием Николая Петровича Поливанова, преграждая путь неприятелю во Владимирскую губернию.
Из рапорта Н. П. Поливанова начальнику Владимирского ополчения Борису Андреевичу Голицыну от 3 октября (21 сентября) 1812 г: «По Стромынской дороге от Москвы до Юрьева с северной стороны Покровской округи нахожу необходимость иметь беспрерывные сведения о партизанских покушениях неприятеля, для того пригласил обывателей по всей дистанции завести конные разъезды, на что охотно и согласились. Для учреждения же оных командировал гвардии прапорщика Поливанова. От него получать буду ежедневно сведения и при всяком случае внимания заслуживающем не премину ту же минуту Вашему сиятельству доносить. Четвертого полка начальник Поливанов».

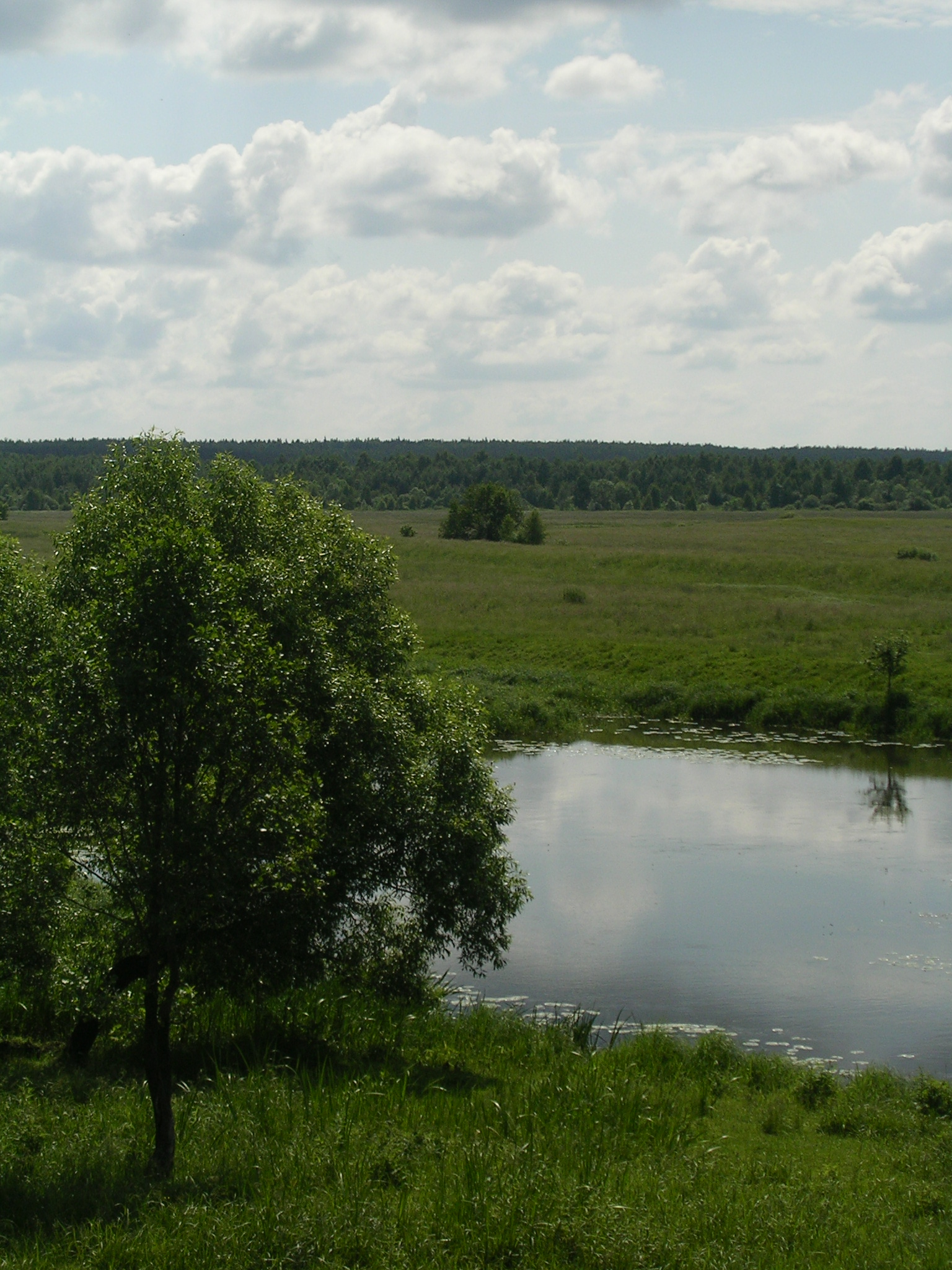
Река Шерна в Филипповском

В ответ на рапорт Н. П. Поливанова от 3 октября (21 сентября) Б. А. Голицын писал: «Нужным находя учредить по вызову головы из Филипповского конного ополчения из крестьян по большой Стромынской дороге... для разведования о неприятеле и преграде его фуражирования имеете Вы поступить со вверенным Вам полком и занять Киржач и Филипповское и ежедневно мне доносить о движении неприятеля и ваши действия, сколько числа, вооруженных и конных употребите вместе и с каким успехом».
В XV веке село входило в состав Марининской волости Переяславского уезда.
В конце XIX — начале XX века являлось центром Филипповской волости Покровского уезда.
По данным за 1895 год, общее число жителей села 526 человек, из них промыслами занимается 258. Отхожими промыслами занимаются весьма не многие. 
С 1929 года село являлась центром Филипповского сельсовета Киржачского района. С 2006 года является центром Филипповского сельского поселения.

## Население
| 1859 | 1897 | 1905  | 1926 | 1959 | 1970 | 1979 |
| ---- | ---- | ----- | ---- | ---- | ---- | ---- |
| 438  | ↗894 | ↗1011 | ↘963 | ↘659 | ↘633 | ↘568 |
| 1983 | 2002 | 2010  | 2021 |      |      |      |
| ↗685 | ↘675 | ↘644  | ↗778 |      |      |      |

## Инфраструктура
В селе находятся средняя общеобразовательная школа, дом культуры, врачебная амбулатория, сельхозпредприятие «Колхоз имени Кирова».

## Достопримечательности
- Храм Николая Чудотворца 1821 года постройки[15].
- Дом волостного правления 1880 года постройки.
- Памятник погибшим в Великую Отечественную войну.
- Родник у Никольского храма.